# Brian Hendrick
Brian Anthony Hendrick (* 9. September 1970 in Los Angeles) ist ein ehemaliger US-amerikanischer Basketballspieler.

## Laufbahn
Hendrick, dessen Vater George Baseballprofi war, spielte als Schüler an der Diamond Bar High School im kalifornischen Diamond Bar Baseball und Basketball.
Der 2,06 Meter messende Innenspieler stand von 1989 bis 1993 im Aufgebot der Basketball-Hochschulmannschaft der University of California. Er war dort zeitweilig Mannschaftskamerad von Jason Kidd. Seinen besten Punkteschnitt erreichte Hendrick in der Saison 1990/91 (17,6 pro Spiel), seinen höchsten Reboundwert erzielte er 1991/92 (10,7 pro Spiel). Mit 1556 Punkten stand er beim Abschluss seiner vierjährigen Hochschulzeit auf dem vierten Rang der ewigen Bestenliste, seine 898 Rebounds waren der drittbeste sowie seine 98 Blocks der zweitbeste Wert. 2008 wurde er in die Sportruhmeshalle der University of California aufgenommen.
Als Berufsbasketballspieler stand Hendrick erst bei Avenida in Portugal, 1994/95 dann bei der BG Ludwigsburg in der Basketball-Bundesliga in Deutschland unter Vertrag. Mit 7,5 Rebounds je Begegnung war er in diesem Spieljahr viertbester Bundesliga-Spieler in dieser Wertung.
Im Spieljahr 1995/96 stand er in Diensten von RBC Verviers-Pepinster in Belgien, erreichte dort Mittelwerte von 17 Punkten und 12 Rebounds je Begegnung. Mit der belgischen Mannschaft nahm er ebenfalls am Europapokalwettbewerb Korać-Cup teil. 1997/98 war der US-Amerikaner Spieler der Zexel Bosch Blue Winds in Japan. In der Saison 1998/99 bestritt Hendricks acht Punktspiele für den italienischen Erstligisten Fila Biella (13,3 Punkte, 8,1 Rebounds/Spiel).
Von 2000 bis 2002 spielte er für Toyota Alvark in Japan, später stand er in der Volksrepublik China bei Fujian Xunxing unter Vertrag.